# د کید لروی
چارلتون کنت جفری هوارد (انگلیسی: Charlton Kenneth Jeffrey Howard؛ زادهٔ ۱۷ اوت ۲۰۰۳) که به‌طور حرفه‌ای د کید لروی (انگلیسی: the Kid Laroi) شناخته می‌شود، رپر، خواننده و ترانه‌نویس استرالیایی است. او در واترلو، نیو ساوت ولز به دنیا آمد و ابتدا از ارتباط و دوستی خود با جوس ورلد که در حین برگزاری تور خود در استرالیا بود، به رسمیت شناخته شد. لروی از مردم کامیلروی، یک قوم بومیان استرالیا است، که نام هنری خود، «لروی»، را از آنجا گرفته‌است.
اولین میکس‌تاپ او، Fuck Love (2020)، در جدول ARIA استرالیا به مقام اول رسید و او را به جوان‌ترین هنرمند انفرادی استرالیایی تبدیل کرد که به صدر جدول رسید و همچنین در بیلبورد 200 ایالات متحده به رتبه یک رسید. میکس شامل اولین آهنگ موفق او، "بدون تو" بود که با خواننده آمریکایی مایلی سایرس ریمیکس شد و به ده برتر بیلبورد Hot 100 رسید. هوارد ادعا می کند که او یک ژانر واحد ندارد و از ساختن موسیقی رپ و پاپ لذت می برد.

## اوايل زندگي
هوارد در 17 اوت 2003 در واترلو، نیو ساوت ولز، در جنوب داخلی سیدنی به دنیا آمد. او یک برادر دارد، آستین هاوارد. پدرش نیک هوارد، تهیه کننده موسیقی و صدابردار است که با ستاره های استرالیایی مانند باردو و دلتا گودرم کار کرده است. مادر او، اسلون هاوارد، یک مدیر استعداد، بنیانگذار شرکت ضبط و مدیر موسیقی بومی و اروپایی تبار بود که زمانی برنده موسیقی پاپ استار اسکات کین را مدیریت می کرد. پدربزرگ مادری هاوارد بخشی از نسل دزدیده شده از فرزندان بومی مختلط بود. از طریق این جد او یک مرد گامیلارای (یا کامیلاروی) است که نام هنری خود را «لاروی» از آن گرفته است. پدر هوارد یک نیروی ثابت در زندگی او نبود و عمویش در نتیجه پدر او شد. در سال 2015، عموی هاوارد به قتل رسید. هوارد الهام خود را برای موفقیت در اجتناب از سرنوشتی مانند عمویش و سربلندی او نسبت می دهد. هنگامی که والدین هاوارد در چهار سالگی از هم جدا شدند، دوران کودکی او آشفته تر شد. هوارد گفت که گاهی اوقات مادرش برای گذراندن زندگی خود مواد می فروخت. در سن هفت سالگی به شهر روستایی بروکن هیل در نیو ساوت ولز نقل مکان کرد و در آن زمان با مادر، برادر و پدربزرگ و مادربزرگش زندگی کرد. او در یک مدرسه خصوصی به نام «مدرسه کلیسای قلب مقدس» تحصیل کرد، جایی که کاپیتان خانه بود و برنده جایزه سخنوری شد. پس از ترک بروکن هیل، هاوارد برای مدتی در مدرسه خصوصی دیگری به نام کالج قلب مقدس در آدلاید تحصیل کرد تا اینکه مورد آزار و اذیت قرار گرفت و مادرش دیگر توان پرداخت آن را نداشت. آنها در سال 2017 به سیدنی بازگشتند.
در سیدنی، هاوارد با بورسیه تحصیلی در مدرسه گرامر هنرهای نمایشی استرالیا شرکت کرد، اما در اواسط سال نهم تحصیل را رها کرد تا حرفه بین‌المللی خود را دنبال کند. در این دوره، خانواده‌اش در یک ساختمان کمیسیون مسکن در ردفرن زندگی می‌کردند و او بین خانه‌های دوستانش می‌رفت. در مصاحبه‌ای در سال 2021، او توضیح داد که مادرش بهترین دوست اوست و می‌خواست به او کمک کند تا در شرایط سخت مالی آن‌ها به او کمک کند، بنابراین شغلی پاره وقت در یک میوه‌فروشی پیدا کرد.
در سال 2019، پادکست هیپ هاپ No Jumper مستندی از هوارد و دوستانش در Redfern فیلمبرداری کرد، زیرا آنها این منطقه را به عنوان یک "گتو" توصیف می کنند. هوارد توضیح داد که چگونه تلاش کرده تا با ایجاد روابط بین‌المللی، خارج از استرالیا را بزرگ کند و اظهار داشت: "من می‌روم و بیرون اتاق‌های هتل منتظر هنرمندان بزرگی می‌شوم که به شهر می‌آمدند. سعی می‌کردم موسیقی‌ام را پخش کنم و راه‌های مختلفی برای ملاقات پیدا کنم. یا به پشت صحنه بروند». تاکتیک های او زمانی نتیجه داد که او یک دوست زن را به مأموریتی فرستاد تا موسیقی خود را برای سوئه لی در یک هتل پخش کند. کار کرد: او با سوئه لی ملاقات کرد و بعدها با او همکاری کرد.
هوارد شروع به ضبط رپ بر روی بیت در تلفن مادرش و آپلود آنها در ساوندکلود کرد.[25][26] هاوارد در مصاحبه ای با تریپل جی اظهار داشت که اولین نام رپ او "FC6" بود. در سال 2015، هاوارد گروه دوتایی "Dream$Team" را با دی جی مارکوس جونیور، خواننده رپ آدلایدی (معروف به لیدی کیلر) تشکیل داد که مربی و حامی او شد. این دو آهنگ را با هم ضبط کردند و به عنوان دی جی مارکوس جونیور برای مخاطبان محلی اجرا کردند.
هاوارد در یک استودیوی ضبط در سیدنی با همکار کنونی خود، تهیه کننده خالد رهیم، ملاقات کرد. روهایم تحت تأثیر استعداد هاوارد و شرایط دشوار زندگی، هوارد را از خانه‌های مختلفی که در اطراف سیدنی زندگی می‌کرد انتخاب می‌کرد تا بتوانند با هم غذا بخورند و در استودیوی اجاره‌ای او در استراثفیلد شمالی ضبط کنند. روهایم به هاوارد چند کار برای نوشتن آهنگ برای هنرمندان دیگر داد. در یک نمونه، او آهنگی نوشت که در آن یک بوگی و هاوارد به استودیو رفتند تا بتواند او را ملاقات کند و در نهایت آهنگی را با هم ضبط کردند.
در سال 2017، هوارد با سونی موزیک استرالیا قرارداد توسعه امضا کرد. در همان سال او یکی از مجریان جشنواره Fernside به میزبانی Weave Youth and Community Services بود.

## سرمایه گذاری های دیگر
در ماه مه 2022، هاوارد با مک دونالد در استرالیا همکاری کرد تا غذای مک دونالد خود را راه اندازی کند که شامل 6 ناگت مرغ، سیب زمینی سرخ شده متوسط، یک چیزبرگر بدون ترشی، سس باربیکیو و یک کوکاکولا بود. در همان ماه، هاوارد 100000 دلار به خدمات جوانانی که در دوران جوانی خود در واترلو، نیو ساوت ولز شرکت کرد، اهدا کرد.

## زندگي شخصي
از سال 2020، هاوارد با مادر، برادر کوچکتر و خواهر کوچکترش در لس آنجلس زندگی می کند. خواهر کوچکتر او شارلوت در سال 2023 با پیوستن به The Kid Laroi در تور به شهرت رسید. او اکنون در سیدنی فیزیولوژی می خواند. هوارد خود را سفیر استرالیا می‌داند و به تریپل جی گفت که می‌خواهد همان کاری را که دریک برای قرار دادن تورنتو و کانادا روی نقشه انجام داد، برای استرالیا انجام دهد.
هوارد یکی از حامیان باشگاه خرگوش های سیدنی جنوبی در لیگ ملی راگبی است که در حومه سیدنی ردفرن مستقر هستند و او بخشی از دوران کودکی خود را در آنجا گذراند.